# Adigetto (Verona)
L'Adigetto era un canale artificiale situato a sud della Città Antica di Verona, che poi fu interrato e lasciò spazio a via Adigetto.

## Storia e descrizione
Il canale fu scavato al tempo dell'Imperatore Vespasiano lungo un naturale avvallamento del terreno presente a sud del nucleo della Verona romana, riutilizzato poi in età comunale. Questo avvallamento era il precedente alveo del fiume Adige, che col tempo cambiò direzione creando un ampio meandro più a nord, entro cui fu edificata la città.
Tra il 1194 e il 1224 vennero realizzate a nord di questo avvallamento le mura comunali di Verona, così si decise di sfruttare l'avvallamento a scopo difensivo, ampliandolo e realizzando un vero e proprio fossato o canale. Questo canale si separava dall'Adige subito prima di Castelvecchio e costeggiava le mura comunali a sud, congiungendosi infine all'Adige poco a valle dell'odierno ponte Aleardi.
Il canale venne quasi del tutto interrato dopo la prima guerra mondiale e il tratto percorribile prese il nome di via Adigetto.